# Мюльгаузен (Верхній Пфальц)
Мюльгаузен (нім. Mühlhausen) — громада в Німеччині, розташована в землі Баварія. Підпорядковується адміністративному округу Верхній Пфальц. Входить до складу району Ноймаркт.
Площа — 36,96 км2. Населення становить 5058 ос. (станом на 31 грудня 2020).